# Pseudocorythalia subinermis
Genre
Espèce
Pseudocorythalia subinermis, unique représentant du genre Pseudocorythalia, est une espèce d'araignées aranéomorphes de la famille des Salticidae.

## Distribution
Cette espèce est endémique du Guatemala.

## Publication originale
- Caporiacco, 1938 : Aracnidi del Messico, di Guatemala e Honduras britannico. Atti della Societa Italiana di Scienze Naturali di Milano, vol. 77,  p. 251-282.